# Селма Фрайберг
Селма Фрайберг (на английски: Selma Fraiberg, родена като Селма Хорвиц) е американски детски психоаналитик, автор и социален работник.

## Биография
Родена е на 8 март 1918 година в Детройт, САЩ, в семейството на Джак и Дорела Нюман с първоначална фамилия Хорвиц. Родителите и са руски евреи имигранти. Завършва Щатския университет Уейн през 1940 г. След това отива да учи в училище за социални работници, където се запознава с бъдещия си съпруг Луис Фрайберг. Омъжва се за него през 1945 г., когато завършва.
Умира през 1981 година в Сан Франциско на 63-годишна възраст.

## Научна дейност
Селма Фрайберг изучава децата с вродена слепота през 70-те години. Открива, че слепите бебета имат три проблема, които да преодоляват:
- научаването да разпознават родителите си само по звука;
- да научат постоянството на обектите;
- да придобият типичен или здравословен образ за себе си.

Заедно с работата си със слепи бебета тя също така е една от основателките на полето на душевното здраве за деца и развива подходи за лечение на деца, пеленачета и техните семейства. Нейната работа върху предаването на травмата, така както е описана в публикацията озаглавена „Призраците в детската стая“ („Ghosts in the Nursery“) има важно влияние върху работата на живи психоаналитици и клинични изследователи като Алисия Либерман и Даниел Шехтър.